# 안양권
안양권은 경기남부나 경기중부에 속하는 지역으로 안양시, 군포시, 의왕시 및 과천시를 포함하는 지역이다. 지역간 연담화율이 아주 높고, 인구가 약 1백만명에 달하는 지역이다. 이에대한 반증으로 수원지방법원 안양지원, 안양등기소, 교육청 등 통합되어있는 기관이 많다.